# Premio Smith
Il premio Smith (Smith's Prize) era un premio che veniva assegnato ai due migliori studenti ricercatori in Fisica e Matematica presso l'Università di Cambridge, UK.
Il premio fu istituito alla morte del matematico Robert Smith nel 1768. Nel 1991 fu aggiunto il Rayleigh Prize; nel 1998 il premio Smith (insieme al premio Rayleigh ed al premio Knight) furono sostituiti dai premi Smith-Knight e Rayleigh-Knight.

## Elenco dei premiati

### Smith's Prize
- 1769 George Atwood, Thomas Parkinson
- 1770 W. Smith, J. Oldershaw
- 1771 T. Starkie, R. Keddington
- 1772 G. Pretyman, J. Lane
- 1773 J. J. Brundish, G. Whitmore
- 1774 I. Milner, H. Waring
- 1775 S. Vince, H. W. Coulthurst
- 1776 J. Oldershaw, W. Wright
- 1777 D. Owen, J. Baynes
- 1778 William Farish, W. Taylor
- 1779 T. Jones, H. Marsh
- 1780 St J. Prest, W. Frend
- 1781 T. Catton, H. Ainslie
- 1782 J. Wood, J. Hailstone
- 1783 F. J. H. Wollaston, J. Procter
- 1784 R. A. Ingram, J. Holden
- 1785 W. Lax, J. Dudley
- 1786 J. Bell, G. Hutchinson
- 1787 J. Littledale, A. Frampton
- 1788 J. Brinkley, E. Outram
- 1789 W. Millers, J. Bewsher
- 1790 B. Bridge, F. Wrangham
- 1791 D. M. Peacock, W. Gooch
- 1792 J. Palmer, G. F. Tavel
- 1793 T. Harrison, T. Strickland
- 1794 G. Butler, J. S. Copley
- 1795 R. Woodhouse, W. Atthill
- 1796 J. Kempthorne, W. Dealtry
- 1797 John Hudson, J. Lowthian
- 1798 T. Sowerby, R. Martin
- 1799 W. F. Boteler, J. Brown
- 1800 J. Inman, G. D'Oyley
- 1801 H. Martyn, W. Woodall
- 1802 T. P. White, J. Grisdale
- 1803 T. Starkie, J. Hoare
- 1804 W. A. Garratt, J. Kaye
- 1805 S. H. Christie, T. Turton Ð
- 1806 J. F. Pollock, H. Walter
- 1807 H. Gipps, J. Carr
- 1808 H. Bickersteth, M. Bland
- 1809 Edward Hall Alderson, G. C. Gorham, J. Standly
- 1810 William Henry Maule, T. S. Brandreth
- 1811 T. E. Dicey, W. French
- 1812 C. Neale, J. W. Jordan
- 1813 John Herschel, George Peacock
- 1814 R. Gwatkin, H. Wilkinson
- 1815 C. G. F. Leicester F. Calvert
- 1816 E. Jacob, W. Whewell
- 1817 J. T. Austen, T. Chevallier
- 1818 J. G. S. Lefevre, J. Hind
- 1819 J. King, G. M. Cooper
- 1820 H. Coddington, C. S. Bird
- 1821 H. Melvill, S. Atkinson
- 1822 H. Holditch, M. Peacock
- 1823 G. B. Airy, C. JeŒ reys
- 1824 J. Cowling, J. Bowstead
- 1825 J. Challis, W. Williamson
- 1826 W. Law, W. H. Hanson
- 1827 T. Turner, H. P. Gordon
- 1828 C. Perry, J. Bailey
- 1829 W. Cavendish, H. Philpott
- 1830 E. Steventon, J. W. L. Heaviside
- 1831 S. Earnshaw, T. Gaskin
- 1832 D. D. Heath, S. Laing
- 1833 A. Ellice, J. Bowstead
- 1834 P. Kelland, T. R. Birks
- 1835 H. Cotterill, H. Goulburn
- 1836 Archibald Smith, John William Colenso
- 1837 W. N. Gri n E. Brumell
- 1838 T. J. Main J. G. Mould
- 1839 P. Frost B. M. Cowie
- 1841 George Gabriel Stokes
- 1842 Arthur Cayley
- 1843 John Couch Adams[3]
- 1845 William Thomson e Stephen Parkinson
- 1848 Isaac Todhunter[4] e Alfred Barry
- 1852 Peter Guthrie Tait e Steele[5]
- 1853 T.B. Sprague e R.B. Batty
- 1854 James Clerk Maxwell e Edward John Routh[6]
- 1865 John Strutt
- 1870 Alfred George Greenhill e R. Pendlebury
- 1872 Horace Lamb
- 1874 W. W. Rouse Ball
- 1875 William Burnside (1°) e George Chrystal (2°)
- 1878 John Edward Aloysius Steggall
- 1880 Joseph Larmor e J. J. Thomson

- 1886 Robert Franklin Muirhead
- 1888 Alfred Dixon
- 1889 Henry Baker
- 1891 Hector Munro Macdonald[7] e R. A. Sampson
- 1897 E. T. Whittaker
- 1898 Ernest Barnes e Richard Cockburn Maclaurin
- 1901 G. H. Hardy e James Hopwood Jeans[8]
- 1904 Ebenezer Cunningham[9]
- 1905 Harry Bateman[10]
- 1907 Arthur Stanley Eddington
- 1908 J. E. Littlewood e James Mercer[11]
- 1909 Herbert Turnbull[12] e George Neville Watson
- 1910 William Edward Hodgson Berwick[13]
- 1912 E.H. Neville, Louis Mordell[14]
- 1913 Sydney Chapman[15]
- 1918 Edward Lindsay Ince[16], K.A. Rau.
- 1921 Albert Edward Ingham[17] e William Michael Herbert Greaves
- 1922 Edward Arthur Milne[18]
- 1923 John Charles Burkill[19]
- 1925 Llewellyn Hilleth Thomas
- 1927 Sydney Goldstein
- 1929 John Macnaughten Whittaker[20]
- 1930 John Arthur Todd[21] e Raymond Paley
- 1931 H.S.M Coxeter[22]
- 1936 Alan Turing, E.A. Green
- 1937 E.R. Love, H.R. Pitt
- 1938 Fred Hoyle
- 1939 T.A. Easterfield, HNV Temperley
- 1940 I. J. Good R. E. Macpherson
- 1949 Derek Taunt
- 1950 Abdus Salam e Brian Haselgrove
- 1960 Keith Moffatt
- 1962 Jayant Narlikar, John Kingman[23]
- 1967 Stephen Watson[24]
- 1971 Douglas C. Heggie
- 1972 Brian L. N. Kennett[25]
- 1975 Brian D. Ripley
- 1976 Roger Heath-Brown e Bernard Silverman
- 1988 Andrew W Woods[26]
- 1996 Gordon Ian Ogilvie[27]
- 1998 S. M. Blanchflower, A. E. Holroyd, M. J. Walters, J. A. Dee, B. Szendroi e Damon J. Wischik[28]

### Rayleigh Prize
- 1913 Ralph H. Fowler[29]
- 1927 William McCrea[30]
- 1930 Harold Davenport[31]
- 1937 David Stanley Evans[32]
- 1951 Gabriel Andrew Dirac[33]
- 1980 David Benson[34]
- 1982 Susan Stepney[35]
- 1998 P. Bolchover, O. T. Johnson, R. W. Verrill, R. Bhattacharyya, U. A. Salam, S. A. Wright e T. J. Hunt

### J. T. Knight Prize
- 1974 Cameron L. Stewart e Allan J. Clarke
- 1975 Frank Kelly[36] e Ian Sobey
- 1977 Gerard Murphy
- 1981 Bruce Allen e Philip K. Pollett
- 1983 Ya-xiang Yuan
- 1985 Reinhard Diestel
- 1988 Somak Raychaudhury
- 1990 Darryn W. Waugh
- 1991 Renzo L. Ricca
- 1992 Grant Lythe, Christophe Pichon
- 1993 Anastasios Christou Petkou
- 1994 Michael Gutperle
- 1996 Thomas Manke
- 1997 Arno Schindlmayr
- 1998 A. Bejancu, G. M. Keith, J. Sawon, D. R. Brecher, T. S. H. Leinster, S. Slijepcevic, K. K. Damodaran, A. R. Mohebalhojeh, C. T. Snydal, F. De Rooij, O. Pikhurko, David K. H. Tan, P. R. Hiemer, T. Prestidge, F. Wagner, Viet Ha Hoàng, A. W. Rempel e Jium-Huei Proty Wu

## Smith-Knight Prize
- 1999 D. W. Essex, H. S. Reall, A. Saikia, A. C. Faul, Duncan C. Richer, M. J. Vartiainen, T. A. Fisher, J. Rosenzweig, J. Wierzba e J. B. Gutowski[37][38]
- 2001 B. J. Green, T A. Mennim, A. Mijatovic, F. A. Dolan, Paul D. Metcalfe e S. R. Tod
- 2002 Konstantin Ardakov[39], Edward Crane[40] e Simon Wadsley[41]
- 2004 Neil Roxburgh[42]
- 2008 Miguel Paulos
- 2009 Olga Goulko
- 2011 Ioan Manolescu
- 2014 Bhargav P. Narayanan[43]
- 2018 Theodor Bjorkmo, Muntazir Abidi, Amelia Drew, Leong Khim Wong
- 2020 Jef Laga, Kasia Warburton, Daniel Zhang, Shayan Iranipour
- 2021 David Gwilym Baker, Hannah Banks, Jason Joykutty, Andreas Schachner, Mohammed Rifath Khan Shafi[44]

## Rayleigh–Knight Prize
- 1999 C. D. Bloor, R. Oeckl, J. Y. Whiston, Y-C. Chen, P. L. Rendon, C. Wunderer, J. H. P. Dawes, D. M. Rodgers, H-M. Gutmann e A. N. Ross
- 2001 A. T. R. Bain, S. Khan, S. Schafer-Nameki, N. R. Farr, J. Niesen, J. H. Siggers, M. Fayers, D. Oriti, M. J. Tildesley, J. R. Gair, M. R. E. H. Pickles, A. J. Tolley, S. R. Hodges, R. Portugues, C. Voll, M. Kampp, P. J. P. Roche e B. M. J. B. Walker,
- 2004 Oliver Rinne
- 2005 Guillaume Pierre Bascoul e Giuseppe Di Graziano
- 2006 Richard Wilkinson[45]
- 2007 Anders Hansen[46] e Vladimir Lazić